# 국도 제12호선 (미국)

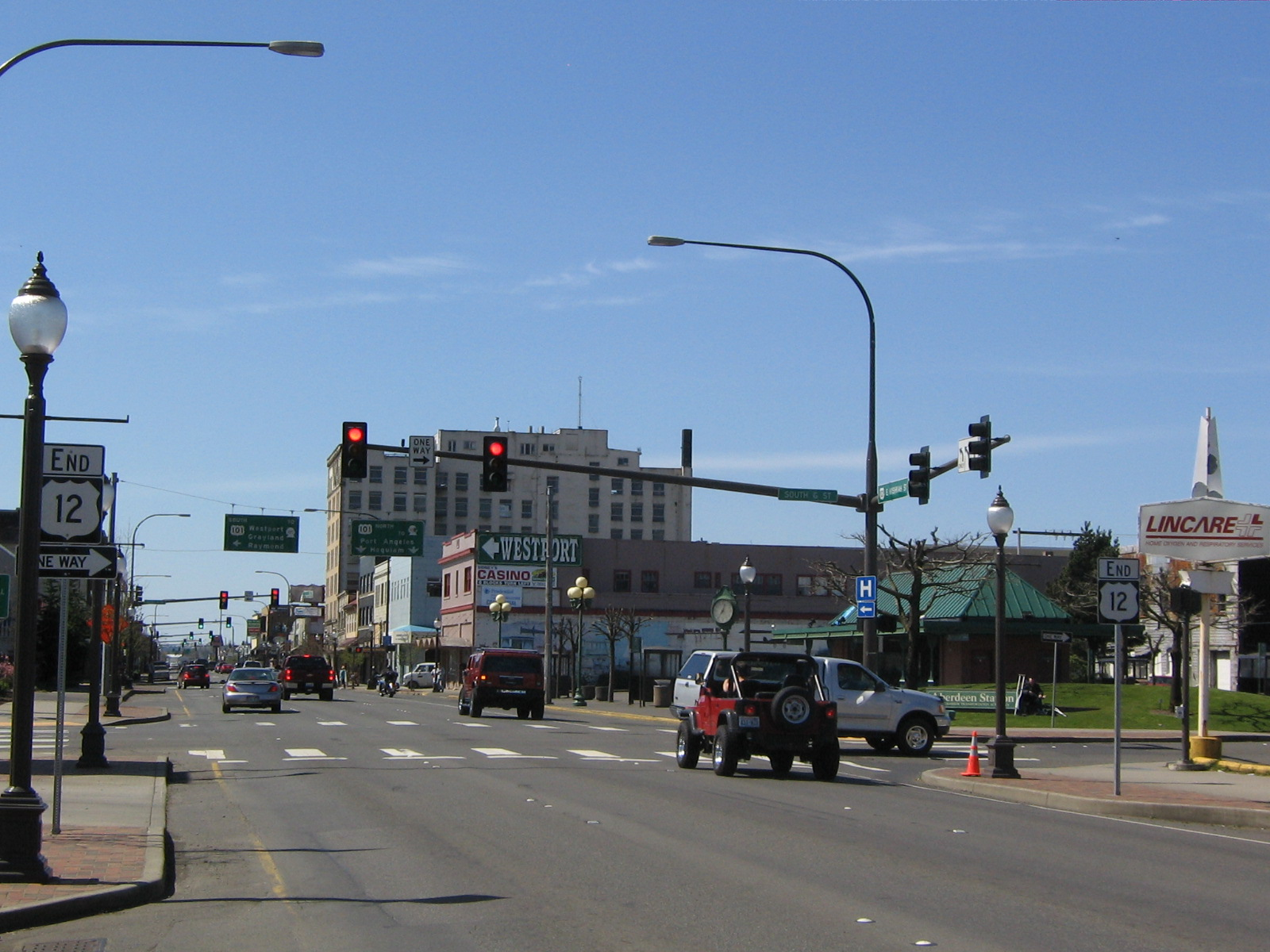
워싱턴주 애버딘에서 US 101과 접촉하고 있는 모습. 해당 장소는 12번 국도의 기점이다.

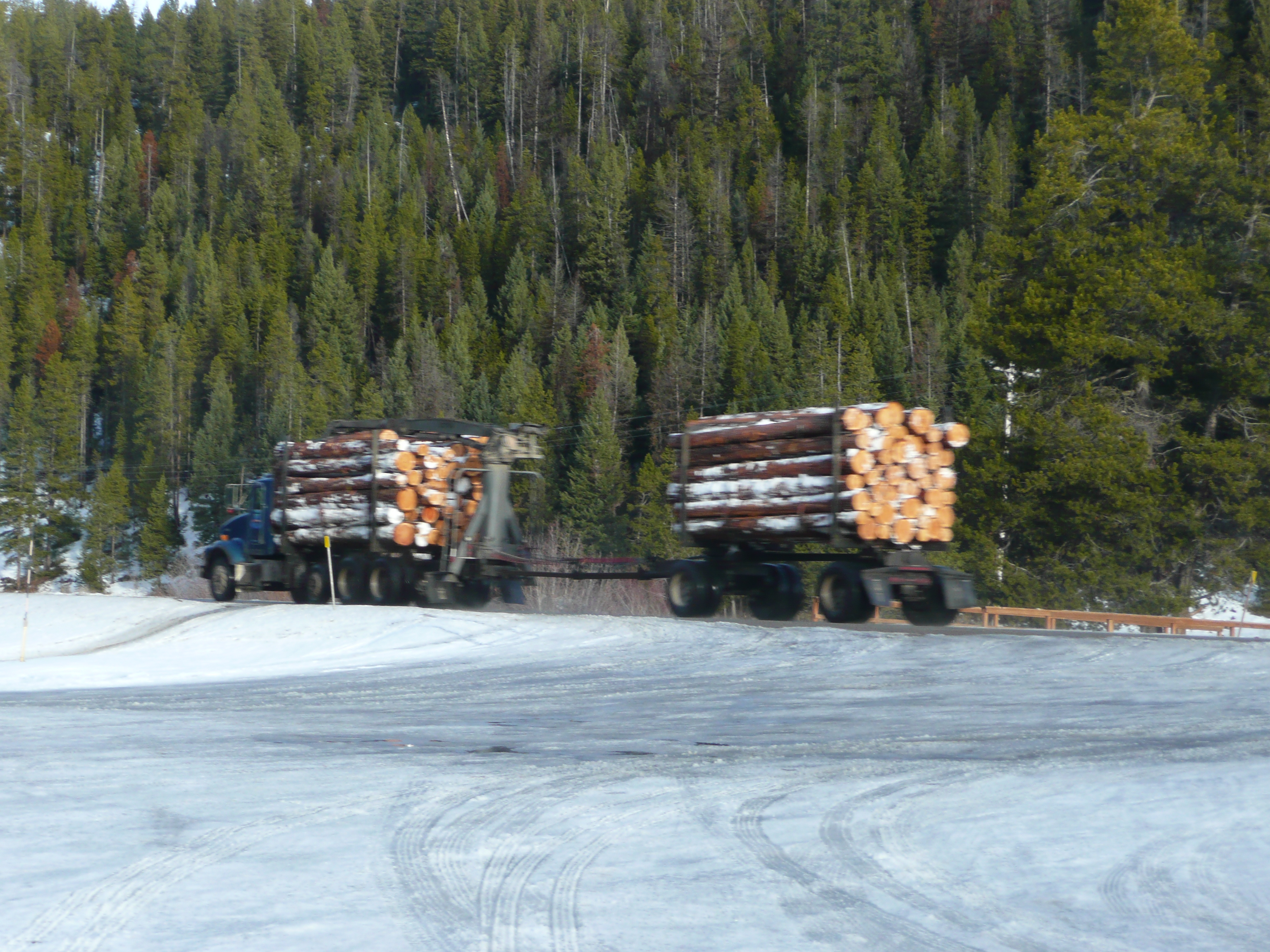
롤로 핫스프링스에 운반중인 목재 트럭

국도 제12호선(U.S. Route 12)은 애버딘에서 디트로이트까지 이어주는 총 연장 2,494 mi의 거리로 이룬 미국의 일반 국도이다. 이 국도는 미국에서 가장 긴 국도 노선 중의 하나이다. 해당 국도는 I-90과 I-94으로 상당 부분 대체되었으나, 각 지역 내 이동 경로로 역할을 쓴다.
해당 국도의 기점인 애버딘에서는 국도 제101호선과의 교차로가 만나게 되며, 종점은 디트로이트의 다운타운 캠퍼스 매티우스 공원 인근에 위치하고 있다. 

## 접촉하는 도로
워싱턴주
- US 101 : 애버딘
- I-5 : 그랜드마운드이며, 해당 도로는 내파바인(영어판)의 남남서부까지 연결.
- I-82·US 97(영어판) : 야키마이며, 해당 도로 중 I-82와는 웨스트리칠랜드까지 연결되고, US 97은 유니언갭(영어판)까지 직통으로 각각 이어줌.
- I-82·I-182(영어판) : 웨스트리칠랜드이지만, I-182는 패스코까지 직통으로 이어줌.
- US 395(영어판) : 패스코이며, 해당 도로는 시내 중심가까지 통과함.
- US 730(영어판) : 월룰라(영어판)의 남남서부.

아이다호주
- US 95 : 루이스턴이며, 해당 도로는 라프와이(영어판)의 남남서부까지 이어줌.

몬태나주
- US 93 : 롤로(영어판)이며, 해당 도로는 미줄라까지 이어줌.
- I-90 : 미줄라이며, 해당 도로는 개리슨(영어판)까지 연결됨.
- I-15·US 287(영어판) : 헬레나이며, US 287만 타운센드(영어판)까지 연결됨.
- US 89 : 화이트설퍼스프링스(영어판)의 남부, 해당 도로는 같은 도시의 북동부까지 연결됨.
- US 191(영어판) : 할로턴(영어판)이며, 해당 도로는 할로턴의 동쪽 지역까지 연결됨.
- US 87 : 클라인(영어판)이며, 라운드업(영어판)까지 연결됨.
- I-94 : 포사이스(영어판)의 남서부까지 이어주지만, 마일스시티 (몬태나주)의 동북동부까지 연결됨.

노스다코타주
- US 85 : 보먼 (노스다코타주)(영어판)이며, 해당 도로는 시내까지 연결 가능함.

사우스다코타주
- US 83 : 셀비(영어판)의 서북부이며, 해당 도로는 같은 도시의 남부까지 이어줌.
- US 281(영어판) : 애버딘
- I-29·US 81(영어판) : 서밋(영어판)의 서북부

미네소타주
- 국도 제75호선 (미국) : 오튼빌(영어판)
- US 59(영어판) : 홀러웨이(영어판)의 북부
- 국도 제71호선 (미국) : 윌마(영어판)
- I-394(영어판)·I-494(영어판) : 미네통카이며, I-394는 미니애폴리스까지 연결됨.
- US 169(영어판) : 세인트루이스파크(영어판)
- I-94·I-394(영어판)·US 52(영어판) : 미니애폴리스이며, US 52는 세인트폴까지 연결되며, I-394는 위스콘신주에 위치한 허드슨(영어판)까지 연결됨.
- I-35W : 미니애폴리스이며, 해당 도로는 시내 중심가를 통과하나, 차선은 별도로 동시에 이동시킴.
- I-35E : 세인트폴이며, 역시 시내 중심가를 통과함
- I-35W·US 10 : 세인트폴이며, I-35E와 마찬가지로 시내 중심가를 통과함.
- 국도 제61호선 (미국) : 세인트폴, 시내 중심가까지 이어줌.
- I-494(영어판)·I-694(영어판) : 우드베리–오크데일 (미네소타주)(영어판) 시계 지점으로 연결함.

일리노이주
- US 45 : 데스플레인스이며, 해당 도로는 팰로스힐리스(영어판)–히코리힐스 (일리노이주)(영어판)의 시 경계선 서쪽 지점까지 연결됨.
- US 14 : 데스플레인스
- I-190(영어판) : 로즈먼트의 서부
- US 20 : 멜로즈파크 (일리노이주)(영어판)–스톤파크(영어판)의 시 경계 지점이며, 이스트시카고까지 이어줌.
- I-290(영어판) : 웨스트체스터(영어판)–힐사이드(영어판)–벨우드(영어판)의 시내 연선 구간
- US 34 : 라그레인지
- I-55 : 컨트리사이드(영어판)–호지킨스 (일리노이주)(영어판)의 시내 연선
- I-294(영어판) : 윌로스프링스(영어판)와 히코리힐스(영어판)–브리지뷰의 시내 연선
- US 41(영어판) : 시카고이며, 화이팅(영어판)의 서북부까지 연결됨.

인디애나주
- I-90 : 화이팅(영어판)의 서북부
- US 20 : 해먼드–게리의 시내 연선부
- I-65·I-90 : 게리

미시간주
- I-94 : 뉴버팔로타운십(영어판)
- US 31(영어판) : 버트랜드타운십(영어판)
- US 131(영어판) : 화이트피죤(영어판)
- I-69 : 콜드워터(영어판)
- US 127(영어판) : 우드스턱타운십(영어판)
- US 23 : 피츠필드차터타운십(영어판)
- I-94 : 입실랜티차터타운십(영어판)
- I-275(영어판) : 캔턴
- US 24 : 디어본
- I-94 : 디어본
- 종점: 디트로이트의 카스 거리

## 같이 보기
- 국도 제410호선(영어판)